# 何三省
何三省（1611年—1674年），字觀我，號日唯，江西建昌府廣昌縣人，明朝、南明政治人物。

## 生平
曾祖何涛，嘉靖二十八年己酉科江西解元。
何三省是天啓七年（1627年）丁卯科舉人，崇禎四年（1631年）辛未科進士，户部观政，授順天府儒學教授，任內教導出色，一年內教出三十多人；六年升任國子博士、宣府供餉，列出邊防空虛的事實。九年，他陞為禮部主客司主事。其時廠、衛橫行，前任主事被誣陷謫邊，而何三省將這些人繩之於法，廠衛都不敢再犯。朝鮮使臣來到請求國書，朝議回絕，何三省就上疏請求寬大給予。權臣以一品考滿，在禮部賜宴，特別寫下札子呈堂，他指出大臣考滿宴拜謝之事只有嚴嵩做過，不宜依循。此事雖然作罷，但三省因此與權臣結怨。不久，他陞任祠祭司郎中，因為商議姚希孟恩恤典制，被權臣白眼，在部堂查問追究。他說：「稿司出，何得累堂官！」他在任七年，以閹黨敗壞東林黨人，外補廣州督學副使，上表「試士莫如造士、造士莫如養士」奏疏，提出建立社學，倡議捐出俸祿興建大庠和小庠，置田書教養。終被權黨以夙怨彈劾去職。
隆武帝繼位，起用為太僕少卿；永曆年間繼湯來賀為戶部尚書。南明滅亡，歸隱雲莊，不接受清朝任命，憂憤而死。

## 著作
何三省两次主纂《广昌县志》，还参撰《江西通志》。其通經史，善诗文、散文，有《古今类苑》、《王伦翼》、《梯杭纪要》、《帝后尊谥纪略》、《历法同异考》、《督馆事宜纪略》、《类书大观》、《古今广徵》、《四书翼注定》、《迪吉录删定》、《感应篇纂注删补》及《梦斋诗集》、《樽馀集》等，今皆散佚。

## 引用
1. 1 2  錢海岳《南明史·卷五十六·列傳第三十二》：何三省，字觀我，建昌廣昌人。崇禎四年進士。授順天教授，教士有法，歲隽卅餘人。遷國子博士，轉餉宣府，列邊事虛以實聞。陞主客主事，廠衛恣肆，前此主其事者，為誣遣戍，三省一繩於法，後不敢犯。朝鮮使臣求書，朝議不與，疏請弛禁寬大。權相以一品考滿，賜宴禮部，特劄呈堂，以大臣考滿宴例應拜謝，惟嚴嵩曾一行之，不宜循前徹。權相聞乃終止，然怨不可釋矣。
2. ↑  《崇祯四年辛未科三百五十名进士履历》：何三省，印尼，書一房，乙卯七月二十七日生。广昌人，丁卯六十七，会七十九，三甲一百七十七名。户部政，壬申授顺天儒学教授，癸酉升國子博士，丙子升主客司主事，提督二館，丁丑升祠祭司郎中，戊寅升广东提学参议，戊寅加付使。曾祖涛，解元、推官。祖孔修，太学生。父学恂，州同。
3. ↑  錢海岳《南明史·卷五十六·列傳第三十二》：轉郎中，因議姚希孟恤典，權相側目，嚴詰部堂。三省自詣考功曰：「稿司出，何得累堂官！」其詞凜然。在任七年，以黨人沮東林，外補廣州督學副使，上試士莫如造士、造士莫如養士疏。遂立社學，倡以捐奉。大庠四百，小庠二百，置田書教養。權黨以夙怨劾之去。紹宗立，起太僕少卿。永曆時，繼湯來賀為戶部尚書。國亡，歸隱雲莊。清交薦力拒，憂憤卒。